# Nikoleta Perović
Nikoleta Perović, född 1 november 1994 i Bar, Montenegro är en volleybollspelare (center) som spelar med Polisportiva Adolfo Consolini och Montenegros damlandslag i volleyboll.
Perović har spelat med ett stort antal klubbar i Europa samt Indonesien. Hon var främsta poängvinnare vid CEV Cup 2018–2019.